# 罗海棠
罗海棠（1975年—），内蒙古库伦旗人，蒙古族，中华人民共和国政治人物、第十二届全国人民代表大会内蒙古地区代表。
毕业于内蒙古自治区库伦旗第二中学，加入中国共产党。2013年，被选为全国人大代表。